# БАЗ А08110 «Волошка»
БАЗ А08110 "Волошка" або Еталон А08110 "Волошка" — сімейство 7,7-метрових автобусів середнього класу українського виробництва. Автобус виготовляється на Бориспільському автобусному заводі з 2010 року. Автобус створений на індійському шасі Ashok Leyland Eagle і має високий ступінь уніфікації з туристичним автобусом БАЗ А08120.
Автобуси мають замінити сімейство БАЗ А079 «Еталон». Всього виготовили більше 600 автобусів.

## Опис

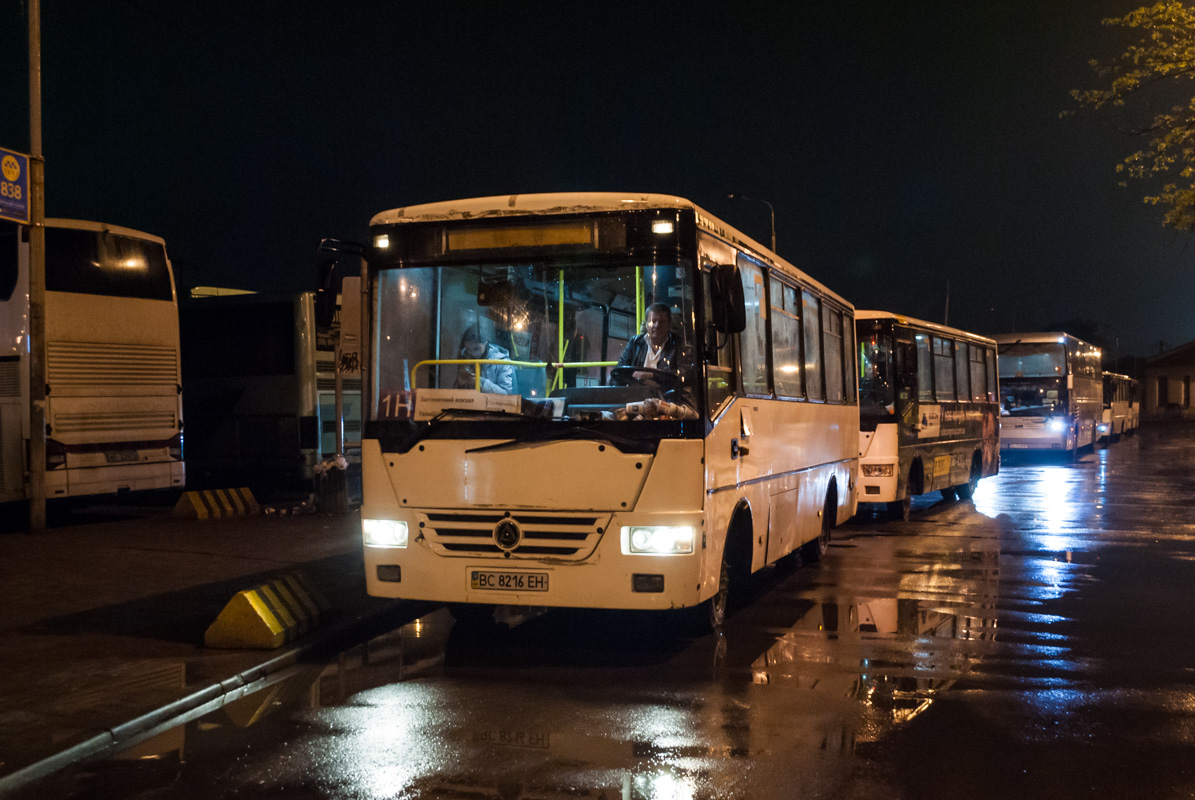
БАЗ А08110 у Львові

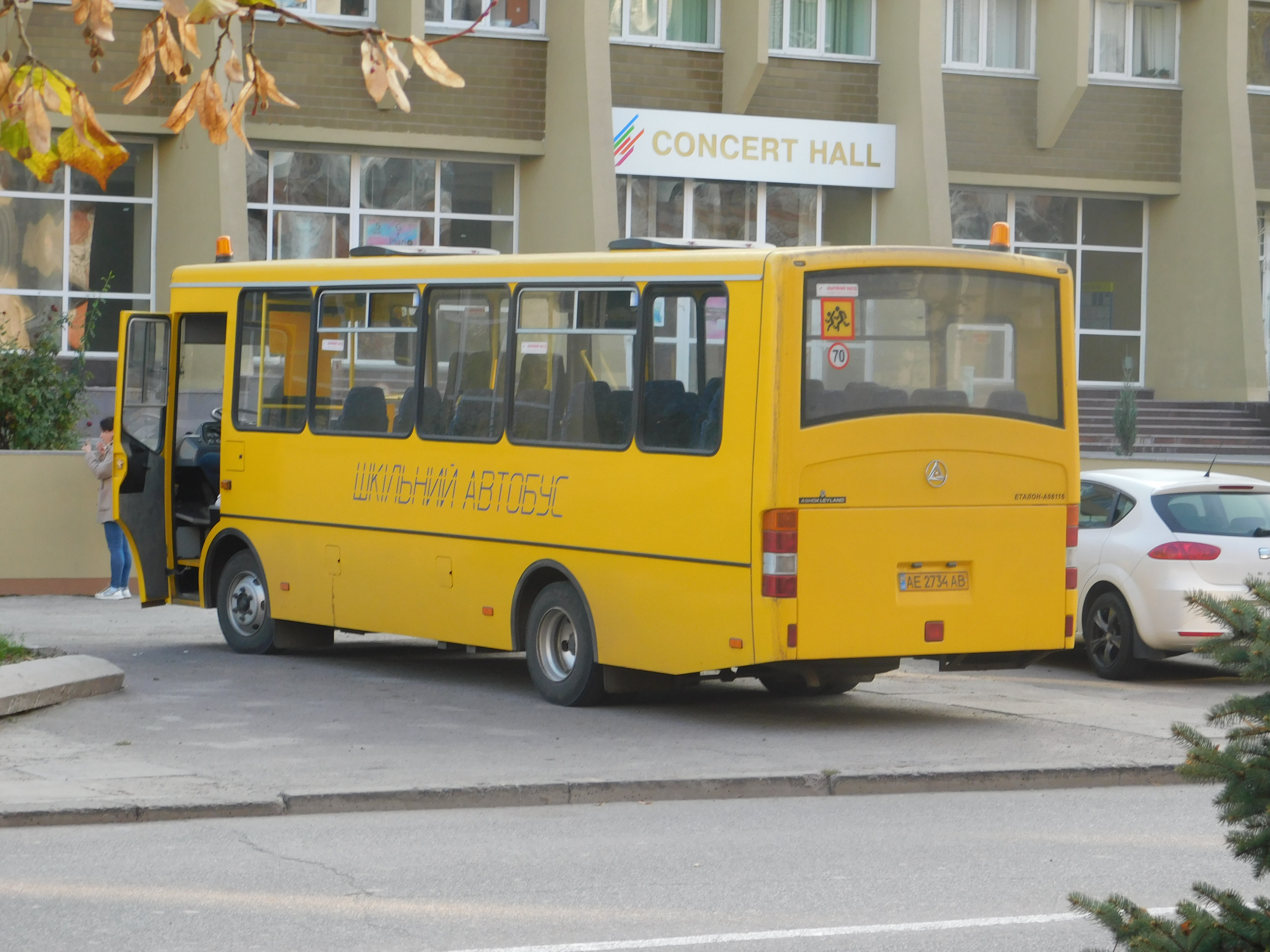
БАЗ А08116ш у Дніпрі

За свого попередника він просторіший, зручніший для посадки. В А08110 зовсім інша конфігурація салону. Він вміщує 45 пасажирів, з яких 15 знайдуть місця на сидіннях. Автобус оснащений двома автоматичними дверима з можливістю ручного відкриття.
Новий автобус побудований на шасі Ashok Leyland Eagle і має переднє розташування двигуна. Дизельний двигун Hino HA6DT13N-BSIII об'ємом 5,76 л розвиває 160 к.с. і відповідає нормам Євро-3. А08110 комплектується 5-ст. механічною КПП ZF 5-36OD, кермом з гідропідсилювачем і двохконтурною пневматичною системою з АБС. Передня і задня підвіска залежна, на двох параболічних ресорах зі стабілізатором поперечної стійкості і двома телескопічними гідравлічними амортизаторами, шини 235/75R17,5. БАЗ-А081.10 має довжину 7700 мм і вагу 5,2 т.
В 2012 році дебютував Еталон-А08115-20 з двигуном Ashok Leyland H6E4S123 Євро-4.
В 2013 році дебютував Еталон-А08210 на шасі TATA LP916 з двигуном ТАТА 697 ТС 65 Євро-3.
В 2017 році дебютував Еталон-А08116 з двигуном Ashok Leyland H6E5SD123 Євро-5.

## Модифікації
- Еталон А08110 "Волошка" — 7,7-метровий міський автобус середнього класу, всього 45 місць, 15 місць для сидіння, двоє пневматичних дверей, передні двері двостулкові, з двигуном Hino HA6DTI3N-BSIII Євро-3 (всього виготовлено 130 автобусів).
- Еталон-А08110ш — 7,7-метровий шкільний автобус на основі Еталон-А081.10 "Волошка" (всього виготовлено 57 автобусів).
- Еталон А08111 "Волошка" — 7,7-метровий міський автобус середнього класу, всього 43 місця, 23 місць для сидіння, двоє пневматичних дверей, передні двері двостулкові, з двигуном Hino HA6DTI3N-BSIII Євро-3 (всього виготовлено 60 автобусів).
- Еталон А08111ш — 7,7-метровий шкільний автобус на основі Еталон-А081.11 "Волошка" (всього виготовлено 88 автобусів).
- Еталон А08115-20 "Волошка" — 7,7-метровий міжміський автобус середнього класу, всього 46 місць, 26 місць для сидіння, двоє пневматичних дверей, передні двері одностулкові, з двигуном Ashok Leyland H6E4S123 Євро-4 (всього виготовлено 4 автобуси).
- Еталон А08116 — 8-метровий міжміський автобус з двигуном Ashok Leyland H6E5SD123 Євро-5 (всього виготовлено 2 автобуси).
- Еталон А08116ш — 8-метровий шкільний автобус на основі Еталон А08116 (всього виготовлено 305 автобусів).
- Еталон А08210 "Волошка" — міжміський автобус середнього класу на шасі TATA LP916 з двигуном ТАТА 697 ТС 65 Євро-3, двоє пневматичних дверей, передні двері одностулкові (всього виготовлено 1 автобус).

## Ціна
Станом на 26 серпня 2011 року ціна на автобус БАЗ А08110 становить від 359,5 тис. грн. Гарантія 2 роки або 50 000 км пробігу.

## Конкуренти
- Богдан А201
- ЗАЗ А07А
- ЗАЗ А10С
- Стрий Авто А0756
- ГалАЗ-3207
- ГалАЗ-3209
- ПАЗ 3205